# Gastronomia uigur
La gastronomia uigur (en uigur: ئۇيغۇر تائاملىرى) és la cuina dels uigurs, un poble turc de l'Àsia central. Es caracteritza per l'ús de carns com ara el xai rostit i la vedella, així com per plats de kebab i arrossos. Tradicionalment, alguns plats com el polo (una mena de pilav) es mengen amb les mans nues.
Alguns dels plats més característics de la gastronomia uigur són el läghmän, el nan (pa de tipus naan) i el ja esmentat polo. Com que la majoria dels uigurs són musulmans, el menjar uigur és predominantment halal.

## Història
Al voltant del segle IV, els uigurs portaven predominantment un estil de vida nòmada i, per tant, confiaven en el bestiar per a alimentar-se. A part de la seva carn, els productes lactis elaborats amb la seva llet es van convertir en un aliment bàsic per a moltes famílies uigurs. Especialment llet d'euga s'utilitzava i es consumia àmpliament, ja que els cavalls també es tenien amb finalitats de transport. Moltes de les pràctiques d'aquesta dieta nòmada encara es poden observar en els descendents d'uigurs que van emigrar de l'altiplà de Mongòlia a la província xinesa de Gansu.
Després que els uigurs acceptessin l'Islam com a religió oficial a la dècada de 1060, molts van adoptar una dieta halal. Per aquella època ja havien passat a un estil de vida agrícola. La zona al voltant de Hotan es considerava especialment fèrtil i donava una gran varietat de fruits, la qual cosa va provocar l'assentament gradual de gent a tota la regió. Amb aquest canvi, les fonts d'alimentació es van diversificar i els plats a base de farina, carn de vedella i verdures es van convertir en centrals a la gastronomia uigur. El Compendi de les llengües dels turcs de l'any 1074, per exemple, enumera un total de 14 tipus de pa fets amb farina de blat i se sap per les seves descripcions que també consumien habitualment fideus, arròs, mill, chöchüre (una mena de sopa de farcellets) i embotits fets amb cereals i carn. Molts mètodes tradicionals de cuina uigur també es remunten a aquesta època de l'Imperi Karakhan.
Des que la conca del Tarim esdevingué un lloc de pas de la Ruta de la Seda, la cuina uigur ha estat influenciada per diversos aliments, condiments i mètodes de cuina xinesos, com ara l'stir frying, que es van introduir des de l'est després de la dinastia Tang. En els darrers anys, la cuina russa s'ha estès als uigurs de països com la República Kirguisa, que antigament va formar part de la Unió Soviètica. A més, algunes persones al voltant de Turfan han començat a practicar el budisme, fent que els plats vegetarians siguin més freqüents en aquesta regió.

## Característiques
La cuina uigur se centra en destacar els sabors naturals dels ingredients individuals utilitzats en un plat. Els àpats solen consistir en una barreja de carn i verdures de temporada, servides juntament amb arròs, fideus fets a mà o naan. Tot i que les carns de xai i vedella són les carns més utilitzades, el pollastre i l'oca també se serveixen sovint, i de vegades també s'usa carn de colom. Pel que fa als vegetals, es fan servir sobretot cebes, pastanagues, patates, tomàquets, pebrots, cols xineses i albergínies, ja que són verdures pròpies de la regió geogràfica dels uigurs i, per tant, estan disponibles la major part de l'any.
Les espècies i condiments típics de la gastronomia uigur són la sal, el pebre negre, les llavors de comí, el pebre vermell i el pul biber. Amb aquest últim, all i oli calent es preparar una salsa coneguda com a laza, que se serveix habitualment amb läghmän o benschä, farcellets a l'estil uigur. El sagí i la mantega també s'empren a la cuina uigur.
A diferència de molts grups ètnics asiàtics, els uigurs no solen ser intolerants a la lactosa i els productes lactis com el kumis, l'ayran i el iogurt són consumits amb freqüència.
Com que la majoria dels uigurs són musulmans, el seu menjar comparteix semblances amb la d'altres pobles musulmans a Àsia, com els uzbeks, els kazakhs i els turcs. De la mateixa manera, molts plats uigurs també es poden trobar entre altres grups ètnics a l'Àsia central.

## Plats de la gastronomia uigur

### Esmorzars
Un esmorzar d'estil uigur tradicional sol consistir en te amb llet i pa naan uigur, a vegades acompanyat amb melmelada o mel o amb panses, nous i altres fruits secs.

### Entrants
Els hostes són rebuts amb te, naan uigur, pastes i fruita abans que els plats principals estiguin a punt.

### Plats principals

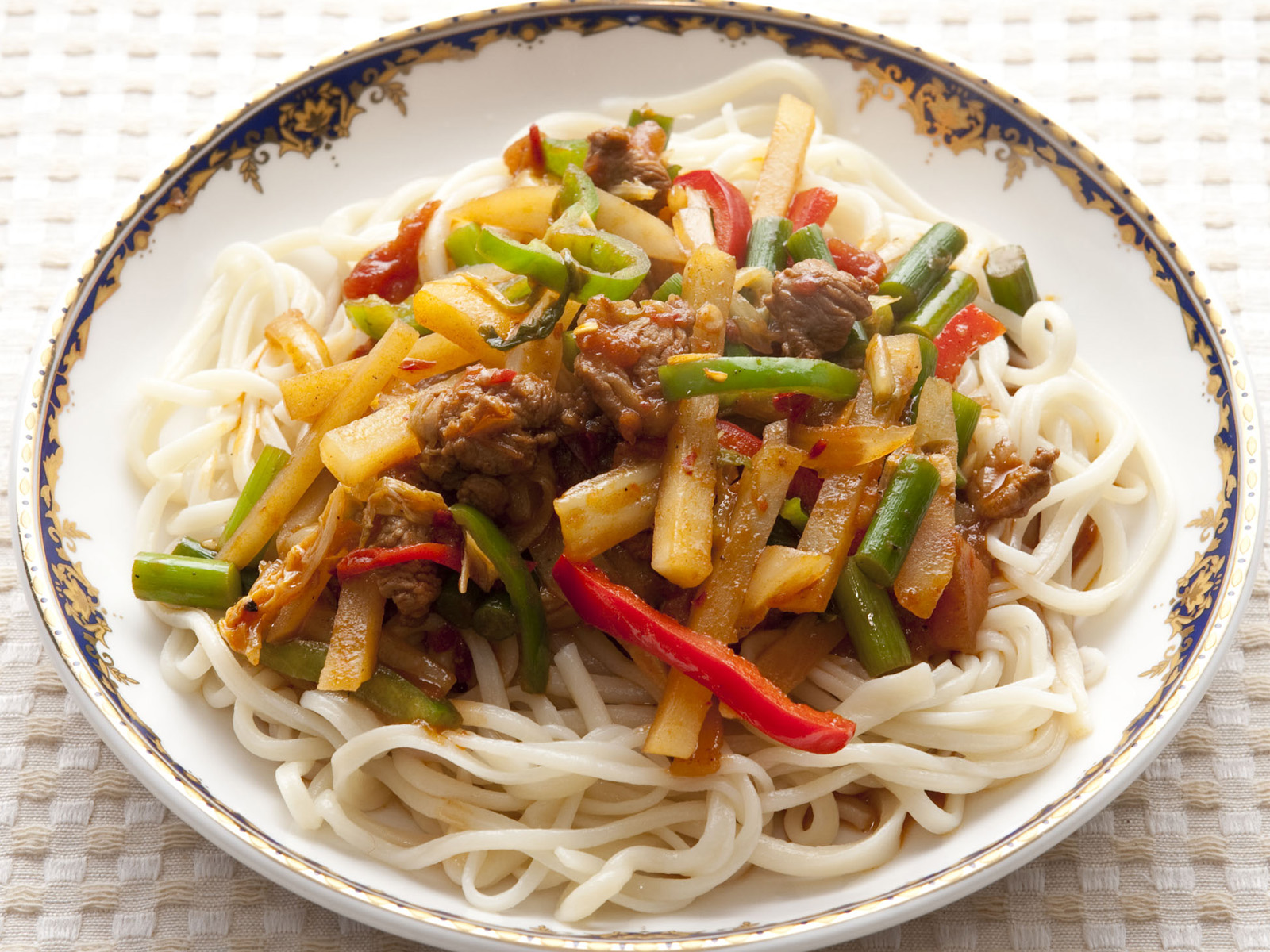
Läghmän uigur.

#### Plats de pasta
Un plat uigur comú és el läghmän, fideus o tallarines fetes a mà a base de farina de blat i bullides que es mengen amb säy, una cobertura stir-fried feta generalment amb xai, ceba, pebrot, tomàquet i altres verdures de temporada. El plat probablement deriva del lamian xinès i es va adaptar als gustos de la cuina uigur.
Un altre plat comú a base de pasta és el Naren chöp, uns fideus o tallarines que es cobreixen amb una fina salsa de xai, ceba i pastanaga i s'amaneix amb una gran quantitat de pebre negre o blanc.

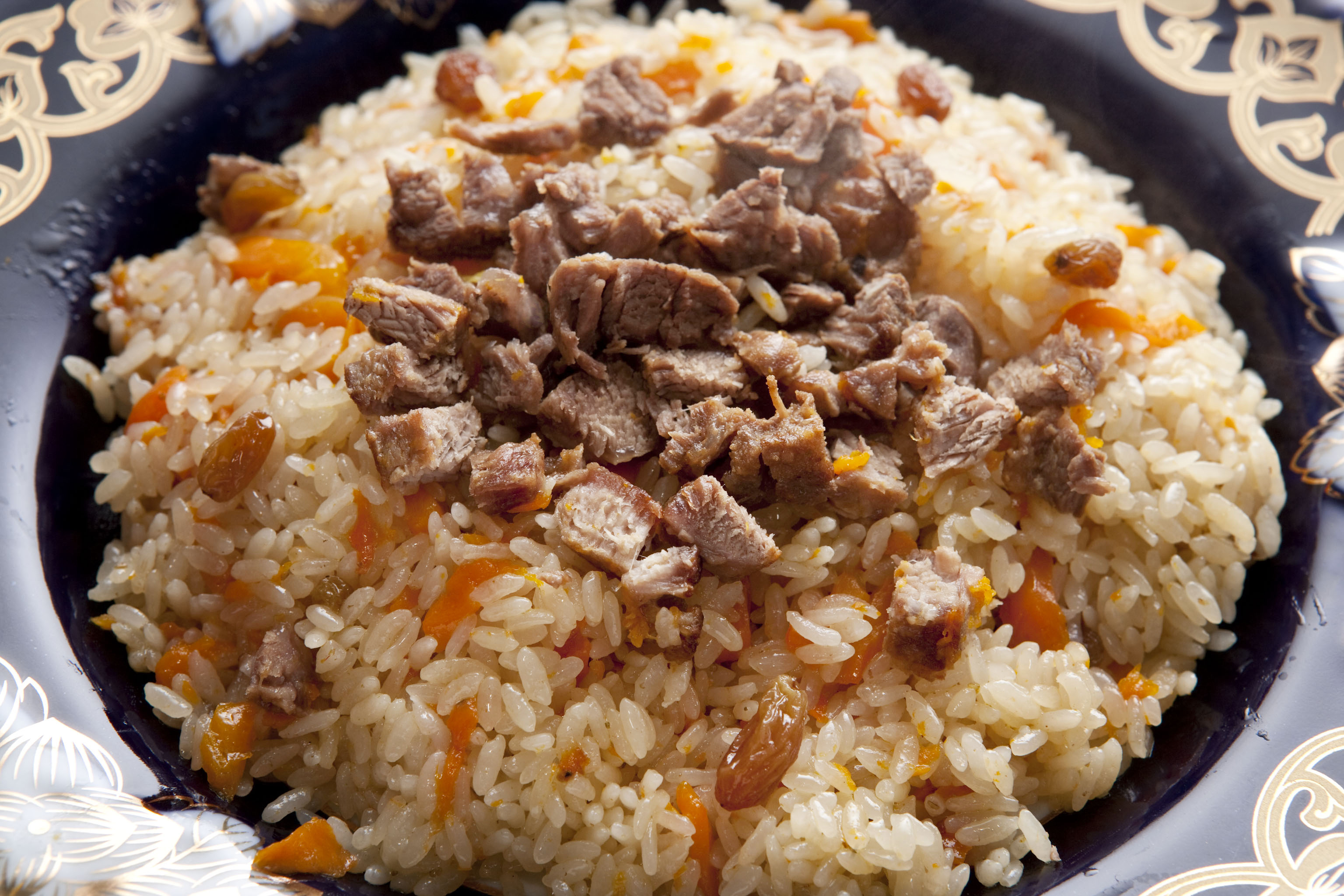
Pilav uigur (polo).

#### Plats d'arròs
Un altre plat típic uigur és el pilav uigur o polo. S'elabora fregint carn de vedella o pollastre, ceba i pastanagues a rodanxes fines en oli abans d'afegir-hi arròs i aigua i cuinar-ho al vapor. També s'hi poden afegir panses i albercocs secs. Si bé es prepara tradicionalment en una paella de ferro colat, avui en dia sovint es trasllada a una arrossera. Per equilibrar l'oliositat del polo, se sol servir amb amanida o fideus freds amb verdures crues.
Un plat senzill a base d'arròs blanc al vapor amb verdures sofregits s'anomena gangpen.

#### Sopes, guisats i farinetes
També hi ha moltes varietats de sopes, les més populars són un tipus de shurba, la sopa de xai i el suykash.
El suykash és un tipus de sopa feta amb fideus, carn i vegetals com les patates i els naps. Un tipus especial de suykash és el tashlap suykash, una sopa amb fideus fets a mà que s'estiren i després es trenquen en trossos petits de la mida d'un polze i es llancen a la sopa bullint.
També hi ha guisats com el yapma, que s'elabora amb xai o vedella, ceba, patates, pastanagues i tomàquets.
Com en molts països de est i el sud-est asiàtic, a la gastronomia uigur també s'hi troba un plat de congee anomenat shoyla. A part del congee també s'hi cuina l'umaq, unes farinetes de blat de moro fetes amb farina de blat de moro, ceba, naps i tomàquets i condimentades amb sal.

#### Farcellets
Un plat que ha estat adaptat de la cuina xinesa i russa és el manta, una farcellet al vapor farcit de carn i col xinesa o espinacs. Hi ha moltes varietats d'aquest plat: el pitir-manta, que presenta un embolcall més prim i també pot contenir carbassó o carabassa; el boluq manta, que utilitza una massa molt més espessa i llevada; el benschä, una versió més petita que es bull amb aigua en lloc d'ésser cuinada al vapor; i els chöchüre, una mena de farcellets amb forma de tortellini i que se serveixen en un brou de sopa a base de tomàquet.

#### Plats de carn

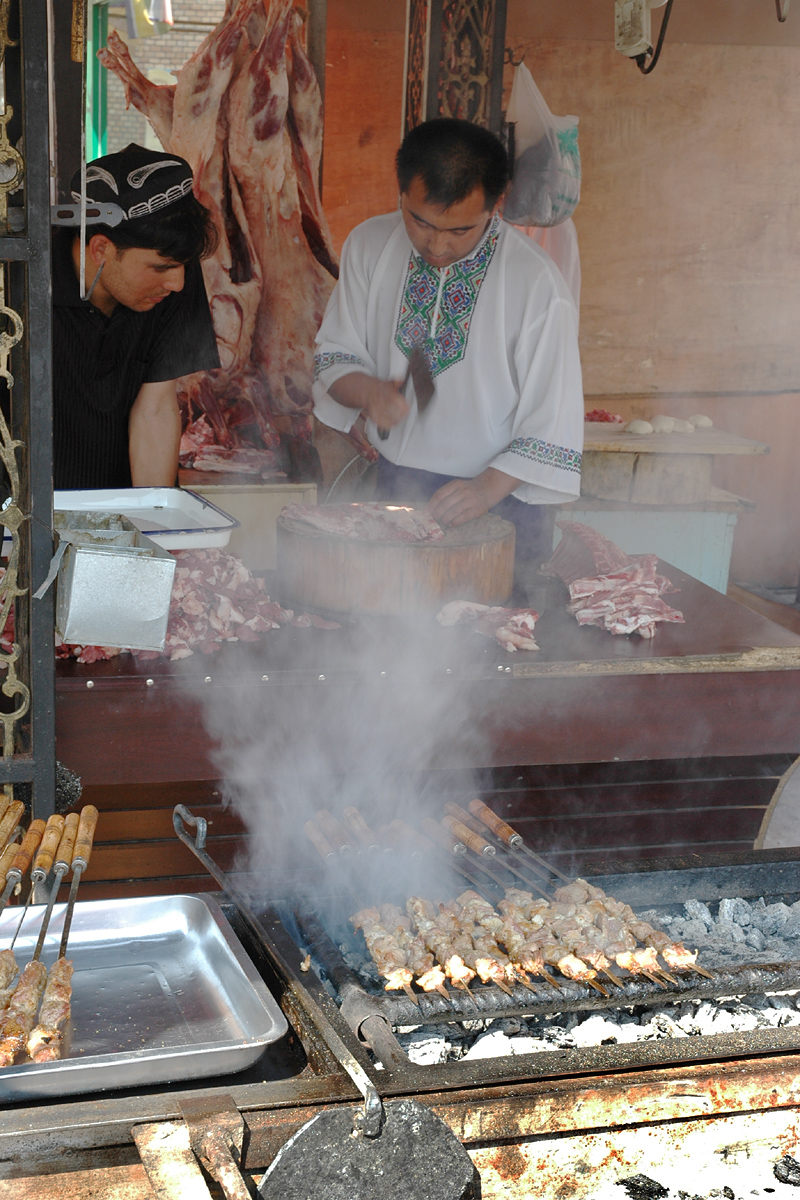
Kawaplar (broquetes de xai).

Un plat que va guanyar popularitat a mitjans i finals de la dècada de 1990 és el dapanji o chong texse toxu qorumis, un plat de fusió xinès-uigur. Se serveix un guisat de pollastre picant i calent en un plat gran i, després de menjar el pollastre, s'afegeixen fideus plans i estirats a mà a la salsa restant. El plat va ser inventat a Shawan, al nord de Xinjiang, per un immigrant de Sichuan que va barrejar pebrots amb pollastre i patates en un intent de reproduir les característiques de la gastronomia de Sichuan.

### Pans

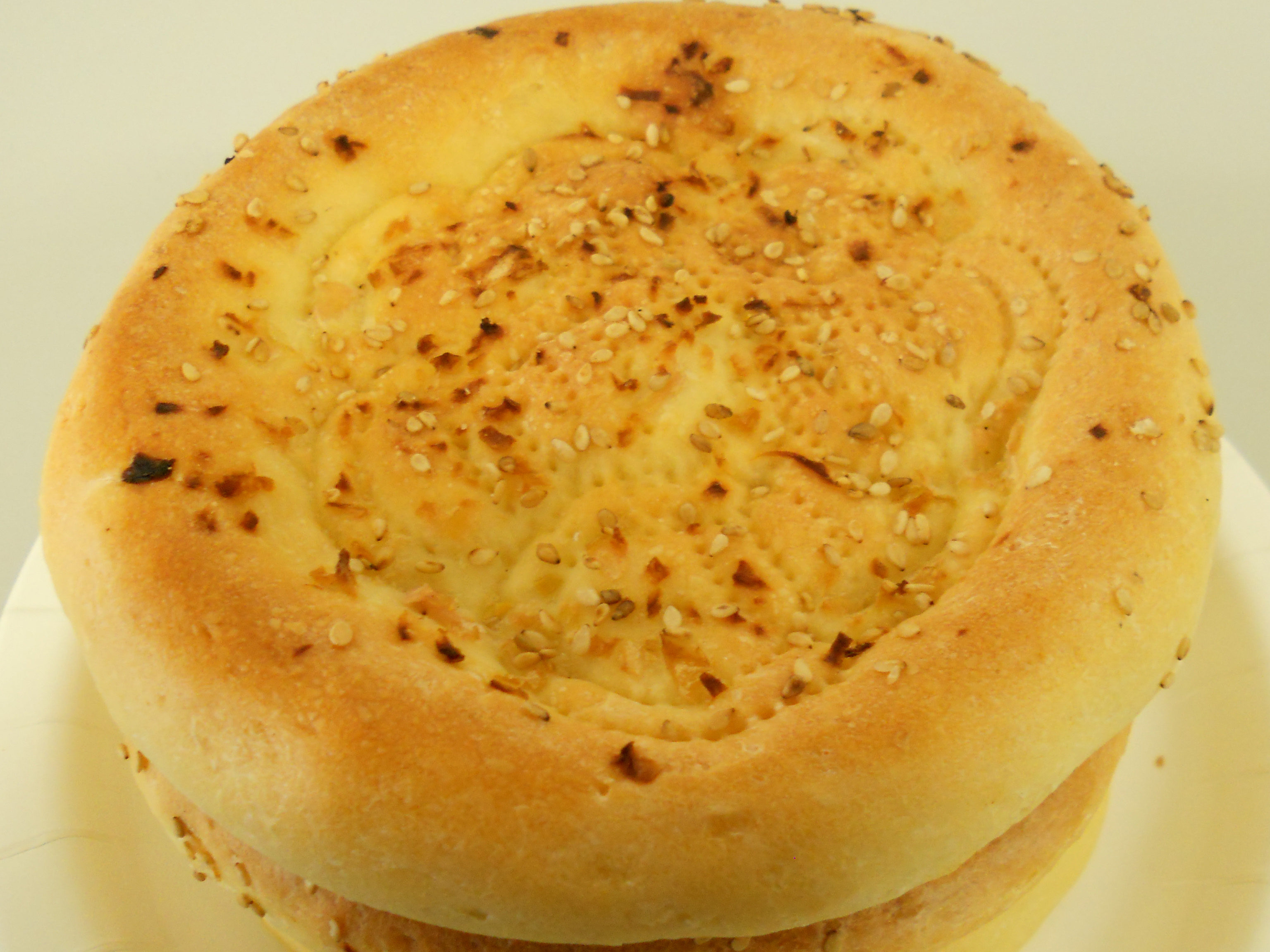
Naan uigur (nan).

El nan és un dels components més antics de la cuina uigur i una part integral de la seva dieta. Tot i que sovint s'identifica un tipus específic de pa naan, el terme nan és un terme genèric. L'estil més comú de nan és el hemek nan, un pa pla al forn amb una crosta més gruixuda feta amb farina de blat, sal, aigua i oli vegetal i opcionalment cobert amb llavors de sèsam o pebreta. Un altre tipus de pa popular és el girde, un pa gruixut en forma de bagel, amb una crosta dura i cruixent que s'assembla al bialy. Un altre nan tradicional és el toqatch nan, que es cou en un forn de fang profund anomenat tunur, també és un element bàsic en moltes llars.
També hi ha pans al vapor com el yutaza, que és un tipus de pa multicapa elaborat amb sagí. Una mena de pa fregit amb llevat anomenat peushkel es menja normalment amb sopes i guisats. Un pa de múltiples capes, prim i fregit anomenat qatlima s'acostuma a preparar amb les restes de massa d'altres plats.
A la cuina uigur també s'hi troben molts tipus de pa farcit com ara el samsa, unes pastes de xai que es couen en un tunur. Una varietat plana a la planxa amb un farcit similar s'anomena göshnan. A part de les pastes xai hi ha els pamirdin al forn, farcits de ceba i pastanaga. Finalment, la sambusa és una panada uigur fregida farcida de carn, arròs i pastanagues.

### Postres
Els ingredients més comuns a les postres uigurs són la mel, la fruita de closca, les panses i les panses sultanines. El bakkali, un pastís lleuger i humit elaborat amb mel i nous, són unes postres tradicionals populars. A part de les nous, també s'hi poden utilitzar altres tipus de fruita de closca o panses. Unes galetes toves anomenades pitxene, que s'elaboren amb una massa senzilla i dolça, tallades en formes i pintades amb rovells d'ou, es prenen habitualment amb el te.
També hi ha una gran varietat de postres fregides. L'eshme quymaq o maxar són uns bunyols retorçats que són molt venuts pels venedors ambulants. Sovint es fan amb dues masses separades: una endolcida amb mel i l'altra amb sucre. La massa de mel adquireix un color més intens quan es fregeix, donant als bunyols un aspecte de doble color. Una altra llepolia de carrer és el matang, una barra gruixuda i masticable que consisteix en fruita seca diversa unida per un xarop de sucre que normalment es ven a rodanxes.
Una especialitat pròpia d'algunes festivitats és la sangza, que es prepara estirant una massa feta de farina de blat en cordes fines i fregint-les. A continuació, les cordes cruixents s'enrotllen les unes al voltant de les altres i s'amunteguen.
La halva són unes farinetes dolces a base de farina de blat de moro i preparades amb ceba picada, naps i tomàquets. Se sol prendre quan hom està refredat o amb la grip, car la dolça adherència de les farinetes cobreix la gola i alleuja el dolor.
Una versió dolça del manta anomenada sheker manta sovint es dona com a regal als nens. Estan farcits de nous i mel o de sucre roig, que es fon durant la cocció al vapor, posant en remull l'interior de la boleta en un xarop espès i dolç.
La fruita també és un component important de la dieta uigur i es menja com a berenar, entre els àpats o amb aquests. Les fruites que es mengen habitualment inclouen el raïm, les pomes, lessíndries, els albercocs i les figues.

## Begudes

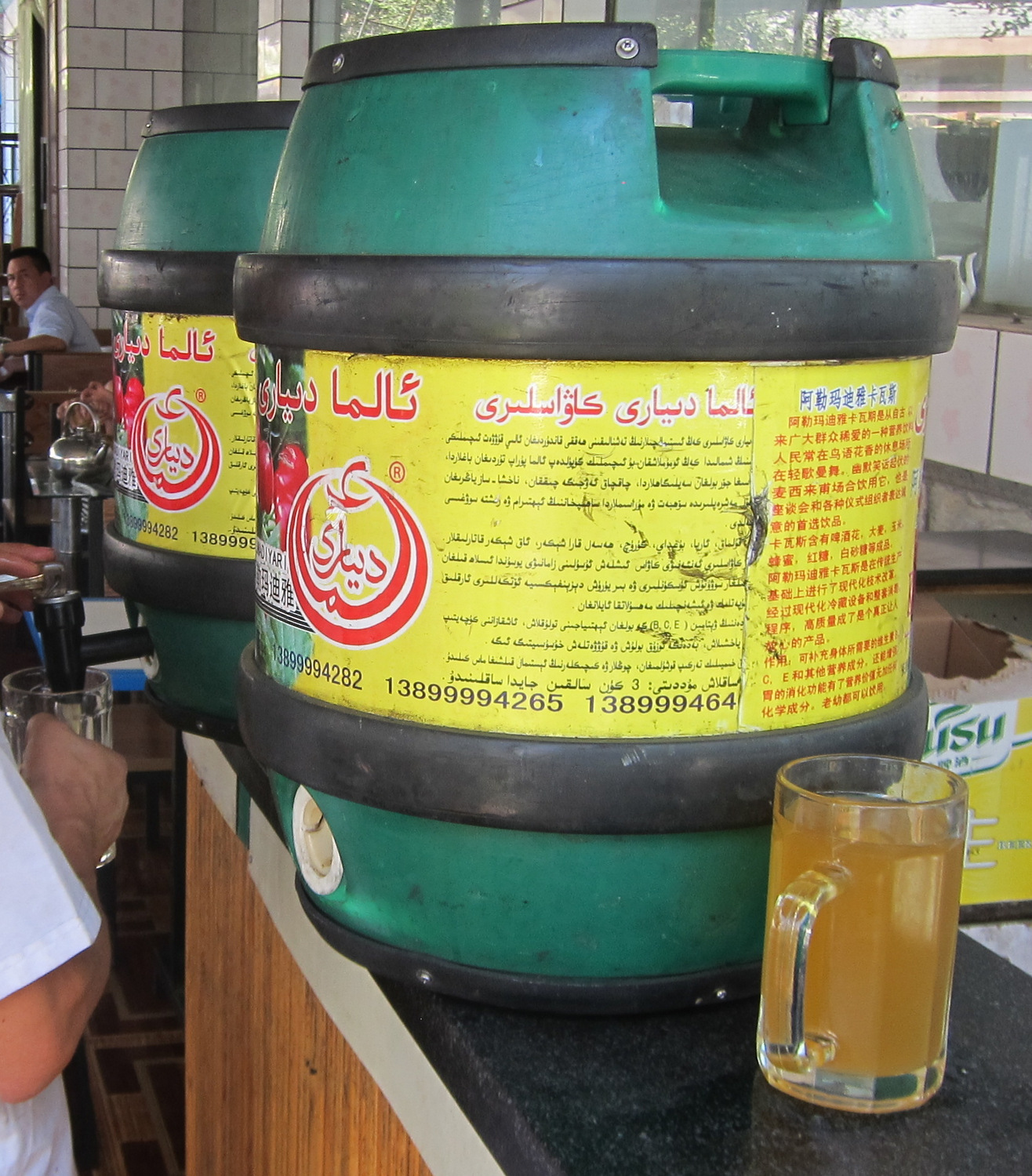
Kvass servit en un restaurant a Ürümchi.

És tradicional en la cultura uigur, beure te diverses vegades al dia i també amb cada àpat. El te és molt estimat i respectat en la cultura uigur, ja que es creu que té propietats terapèutiques i que ajuda a curar malalties, i sovint és aclamat com una medicina universal pels uigurs. També té un paper important en moltes cerimònies i es considera una part indispensable d'un bon servei al client i per a negociacions comercials reeixides. També es creu que altres infusions medicinals elaborades amb herbes i plantes processades com la canyella, el clavell d'espècia, el comí, el pebre negre i el gingebre ajuden a curar el mal d'estómac i els problemes digestius, i que afavoreixen la circulació sanguínia, la retenció de calor al cos i l'alerta.
Mentre que el te verd és més popular entre els xinesos Han, els uigurs prefereixen el te negre, que sovint beuen amb llet per fer süt chay. Altres tes de consum habitual pels uigurs inclouen el te vermell i l'etken chay, un tipus de te amb llet que arribà procedent de l'Índia a través de la Ruta de la Seda. S'elabora bullint una quantitat igual de te negre i llet i afegint-hi sal. De vegades, s'hi afegeix mantega, crema agra o diverses espècies. El te se serveix normalment amb pastís i en un bol, encara que normalment s'utilitzen tasses de te per a altres tipus de te. El te pot tenir llavors de sèsam escampades per sobre.
Les begudes a base de llet també són populars. El raxap és un tipus de iogurt per beure, mentre que el doghap és una versió refrigerada d'una beguda similar. L'ayran, una beguda a base de iogurt salat que és especialment popular a Turquia, també es pot trobar a les comunitats uigurs. Una variació lleugerament alcohòlica és el kumis, que s'elabora amb llet d'euga fermentada i es remunta com a mínim al segle XI (ja que s'esmenta al Dīwān Lughāt al-Turk).
A causa del clima càlid del Turquestan Oriental, la zona és molt adequada per a la fermentació, fet que va popularitzar les begudes alcohòliques a la zona. Les marques de cervesa més populars són Wusu, una marca subsidiària del Grup Carlsberg que es produeix a Xinjiang i és coneguda per tenir un contingut alcohòlic més elevat que les cerveses xineses normals, i la Sinkiang Black Beer, una cervesa negra feta per complementar els sabors típics dels plats uigurs.
Com que el Turquestan Oriental és famós pels seu raïm i les seves vinyes, el vi també és un dels seus productes més valorats. Especialment Turfan ha estat una part important de l'economia local i ha estat ben conegut pel seu vi des de la dinastia Tang. El seu licor medicinal anomenat museles s'elabora a partir de banyes de cérvol a rodanxes, safrà, cardamom i altres espècies que s'afegeixen al vi, infusionant-lo amb aquests sabors. El vi es produeix comercialment i també s'exporta fora de la regió. Una altra varietat de vi uigur és el sharap.
El kvass, un refresc poc carbonatat fet de cereals, també és consumit pels uigurs. Es pot aromatitzar amb baies, fruites, herbes o mel.